# Octopus Group
Octopus Capital Limited, che opera come Octopus Group, è una holding privata, con sede a Londra, fondata nel 2000 da Simon Rogerson, Christopher Hulatt e Guy Myles come società di gestione di fondi. Attraverso le sue controllate, opera nei settori della gestione degli investimenti, del capitale di rischio, dell'energia e dell'immobiliare.
A dicembre 2019, Octopus Group ha più di 1,5 milioni di clienti e gestisce più di 12 miliardi di sterline per conto dei suoi investitori.

## Imprese

### Octopus Energy
Octopus Energy è stata fondata nel 2015 come fornitore al dettaglio di elettricità e gas nel Regno Unito e, a dicembre 2019, contava oltre 1,35 milioni di clienti domestici e aziendali. Con il marchio Octopus Energy Group, si è espansa nel settore dell'energia per le imprese e dei servizi energetici, e concede in licenza il proprio software di gestione dei clienti ad altri fornitori di energia.

### Octopus Energy Generation
Octopus Energy Generation possiede e gestisce la produzione di energia rinnovabile, in particolare nel settore solare ed eolico onshore. Precedentemente un'entità separata all'interno di Octopus Group, la società è stata acquisita da Octopus Energy nel luglio 2021. Octopus Energy Generation è il gestore di Octopus Renewables Infrastructure Trust, un fondo di investimento che è stato quotato alla Borsa di Londra nel dicembre 2019.

### Octopus Inheritance Tax Service
Octopus Inheritance Tax Service offre agli investitori la possibilità di acquistare azioni di una o più società britanniche non quotate che contribuiscono alla crescita dell'economia del Regno Unito. Tra gli investimenti degni di nota vi è Fern Trading Ltd., una società commerciale da 2,8 miliardi di sterline che si concentra su prestiti a breve termine a professionisti immobiliari esperti, nonché sullo sviluppo e la gestione della banda larga in fibra in aree poco servite. Nel 2020, Vorboss è stata aggiunta al portafoglio di Fern di costruttori di reti a banda larga del Regno Unito, ottenendo un finanziamento di 250 milioni di sterline.

### Octopus Money
Octopus Money è stato lanciato nel 2023 per offrire consulenza e coaching monetario ai consumatori, spesso attraverso il datore di lavoro dell'individuo. L'attività è gestita da Ruth Handcock, che si è unita a Octopus Investments provenendo da Tandem Bank nel 2018. Il lancio del marchio ha seguito l'acquisto di Hatch Financial Coaching nel 2021, e ha sostituito Octopus Wealth, un'attività di consulenza finanziaria presentata nel 2018.

### Octopus Investments
Octopus Investments è una società di gestione degli investimenti che gestisce una serie di fondi di investimento, alcuni dei quali strutturati come venture capital trust (VCT). Nel 2019, Octopus Investments è stato il primo gestore di VCT a superare il miliardo di sterline di asset gestiti all'interno dei suoi fondi. Un VCT, Octopus Future Generations VCT, investe in imprese che contribuiscono alla salvaguardia del pianeta, all'emancipazione delle persone e alla rivitalizzazione dell'assistenza sanitaria.

### Octopus Ventures
Octopus Ventures è un fondo di venture capital con 1,2 miliardi di sterline di fondi in gestione. Tra i principali investimenti di Octopus Ventures figurano Microsoft SwiftKey, Eve Sleep, ManyPets (precedentemente noto come Bought By Many), Graze e Zoopla.

### Octopus Real Estate
Octopus Real Estate (precedentemente noto come Octopus Property) fornisce finanziamenti e investimenti per case di cura, villaggi per anziani, alloggi a basso costo e proprietà residenziali e commerciali. È stata costituita nel 2019 dalla fusione di due attività esistenti, Octopus Property e Octopus Healthcare, e nel 2019 aveva 2 miliardi di sterline di fondi in gestione.

### Octopus Legacy
Octopus Legacy fornisce servizi alle persone per pianificare la loro morte (redazione di testamenti, assicurazioni sulla vita, procure), così come la gestione delle successioni e dei defunti. L'azienda è stata fondata come Guardian Angel nel 2016 da Sam Grice, e Octopus Investments ne ha acquisito una quota di maggioranza nel 2022.